# Concatedral Nossa Senhora da Glória
A Concatedral Nossa Senhora da Glória é uma igreja católica localizada no município brasileiro de Francisco Beltrão, no Paraná. Foi construída em 1956 e situa-se no centro da cidade, em meio à Praça Eduardo Virmond Suplicy. É a concatedral da Diocese de Palmas-Francisco Beltrão, sendo a principal igreja da região, após a catedral do Senhor Bom Jesus da Coluna dos Campos de Palmas. Também é a igreja matriz da cidade de Francisco Beltrão.